# Arhitectura în Moldova
Arhitectura în Moldova, care cuprinde fostul teritoriu al Principatului Moldovei despărțit în actualele regiuni și state: Moldova Occidentală (parte a României), Moldova Orientală (denumită Basarabia și devenită ulterior parte a Republicii Moldova precum și parțial în nordul acesteia a Ucrainei), Bucovina (actual parte a României și Ucrainei), Bugeac (din Ucraina) și Transnistria, s-a dezvoltat începând de la fondarea statului moldovenesc, după 1347, până în prezent. În aceasta se include arhitectura ecleziastică, ce prezintă influențe ale stilului romanic, bizantin și gotic, precum și armenesc, neogotic și altele, precum și arhitectura laică în care sunt incluse așezările umane permanente, structuri de apărare, clădiri industriale și altele.

## Arhitectura bisericească

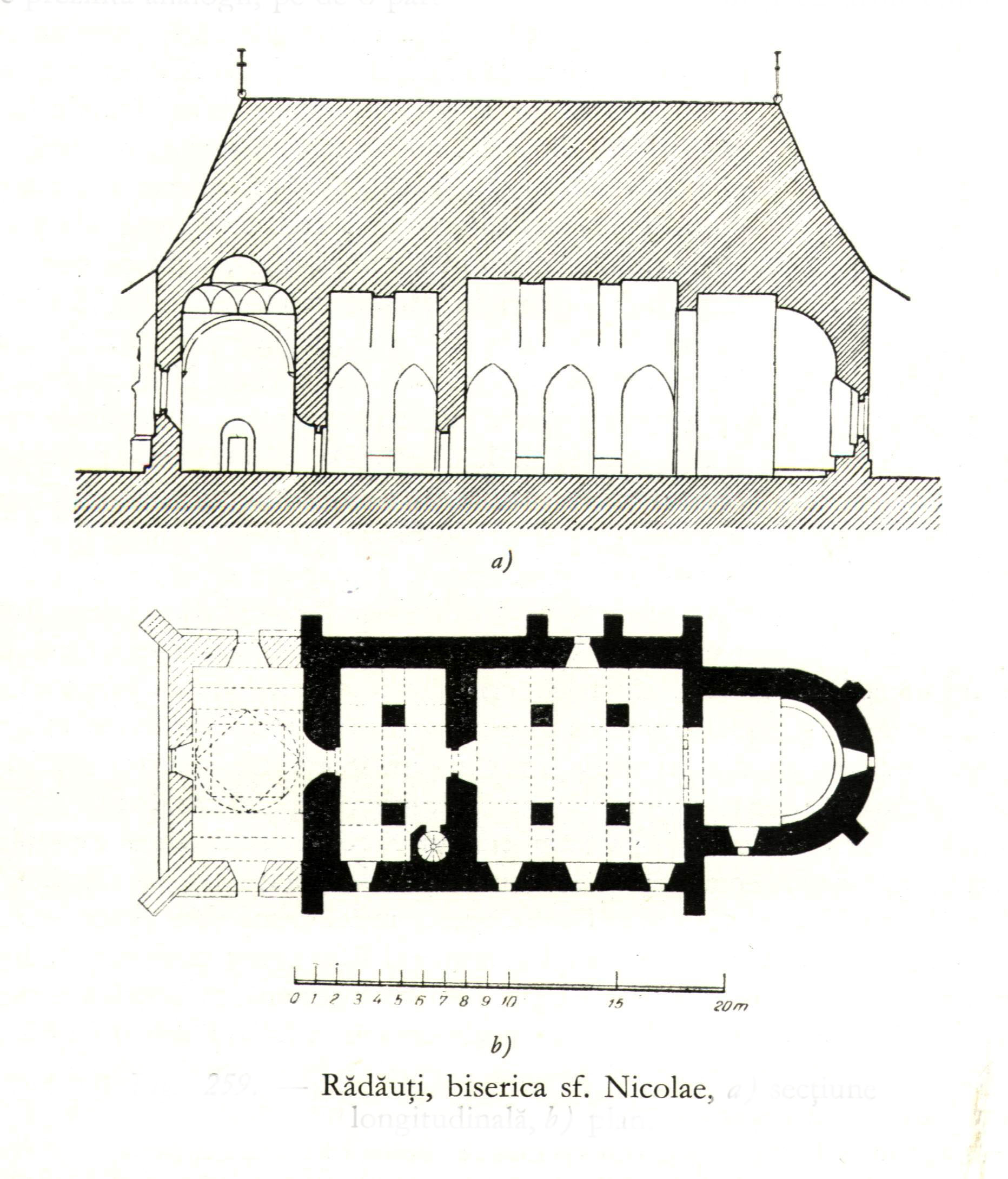
Planul bisericii Bogdana din Rădăuți

### Construcție

#### Perioada de început
Istoricul Vasile Drăguț a menționat că în perioada de început a statului moldovenesc s-a caracterizat prin lipsa unor ateliere autohtone de zidari și pietrari aparținând stilului bizantin răspândit în lumea ortodoxă, astfel domnii Moldovei au solicitat ajutorul coloniștilor sași din țară, care cunoșteau și practicau la scară largă arhitectura gotică. Acest fapt poate fi explicat printre altele și de contactul lui Bogdan cu acest stil, unde în satul natal Cuhea exista o biserică-sală cu arhitectură gotică.

### Caracteristici
- plan dreptunghiular sau triconc
- interiorul include altar, naos, încăperea mormintelor și pronaos
- separarea încăperilor se face prin ziduri groase, în general fără coloane
- o singura turlă amplasată după sistemul moldovenesc
- supraînălțarea bolților în interior, prin suprapunerea arcurilor încrucișate
- decor exterior bogat

Dintre bisericile cele mai reprezentative:
- Mănăstirea Putna
- Mănăstirea Neamț
- Mănăstirea Bistrița
- Biserica Sf. Nicolae din Rădăuți
- Mănăstirea Voroneț

## Galerie

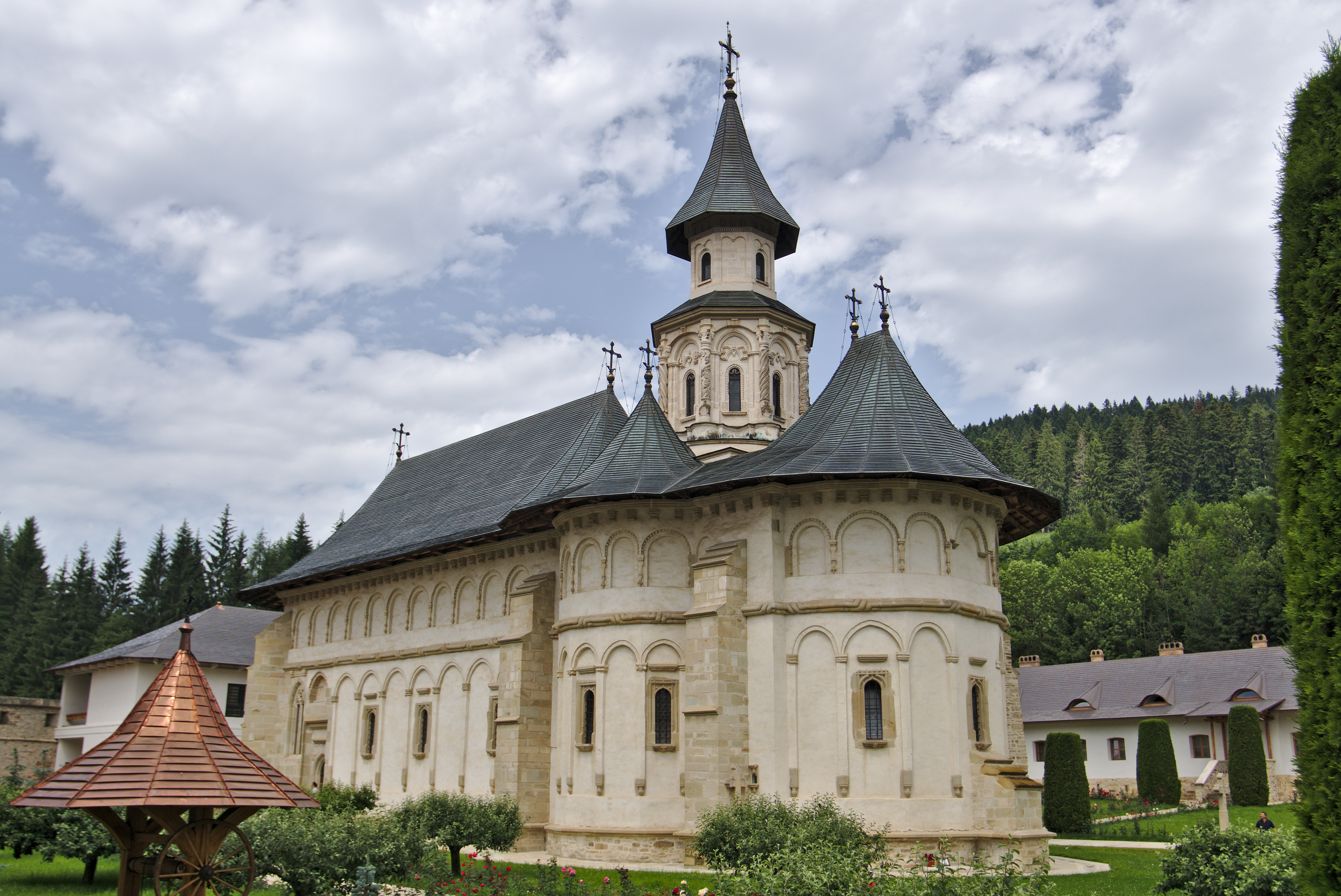
Mănăstirea Putna din Județul Suceava
Mănăstirea Neamț din Județul Neamț
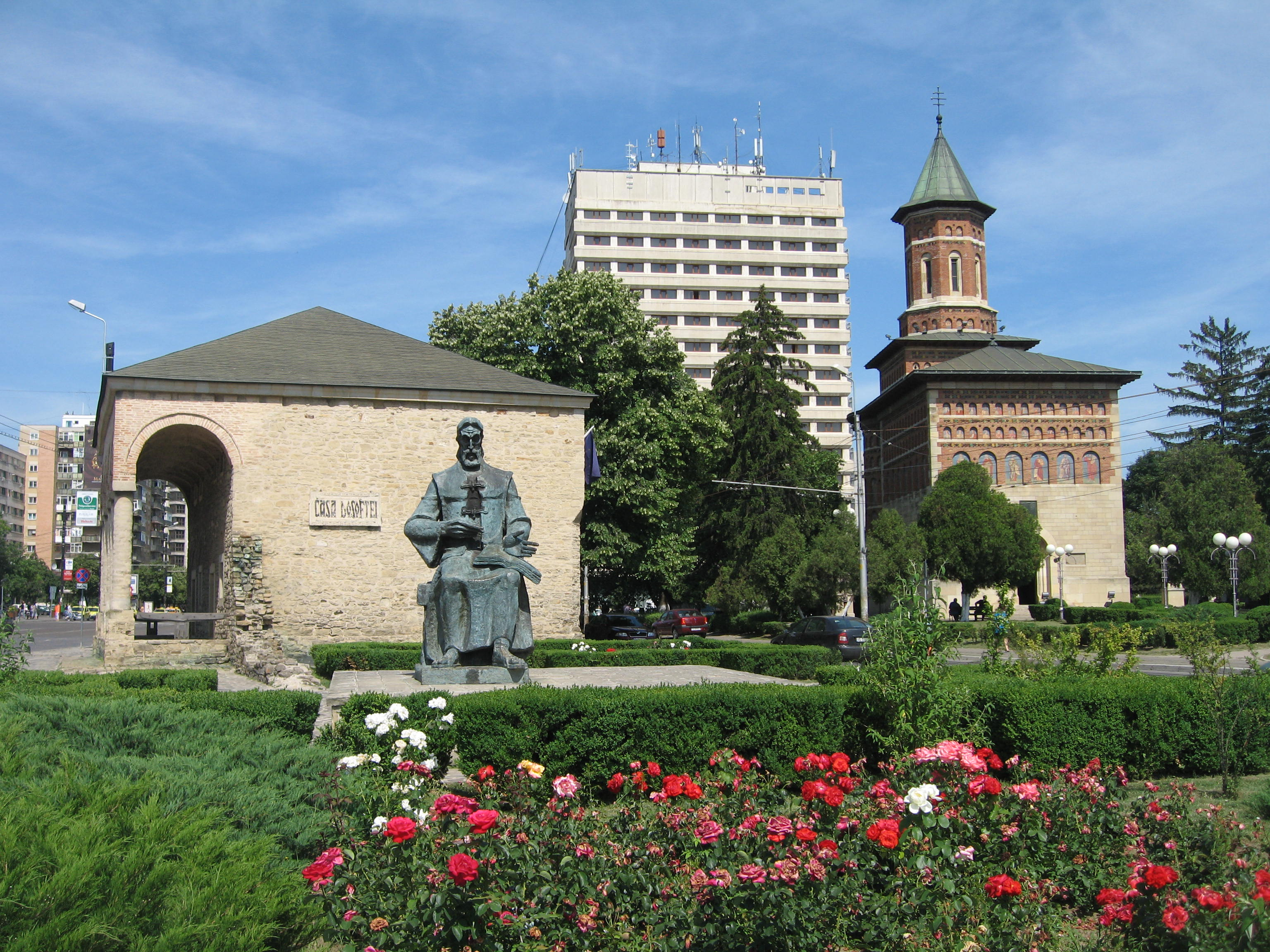
Biserica Domnească Sf. Nicolae și Casa Dosoftei din Iași
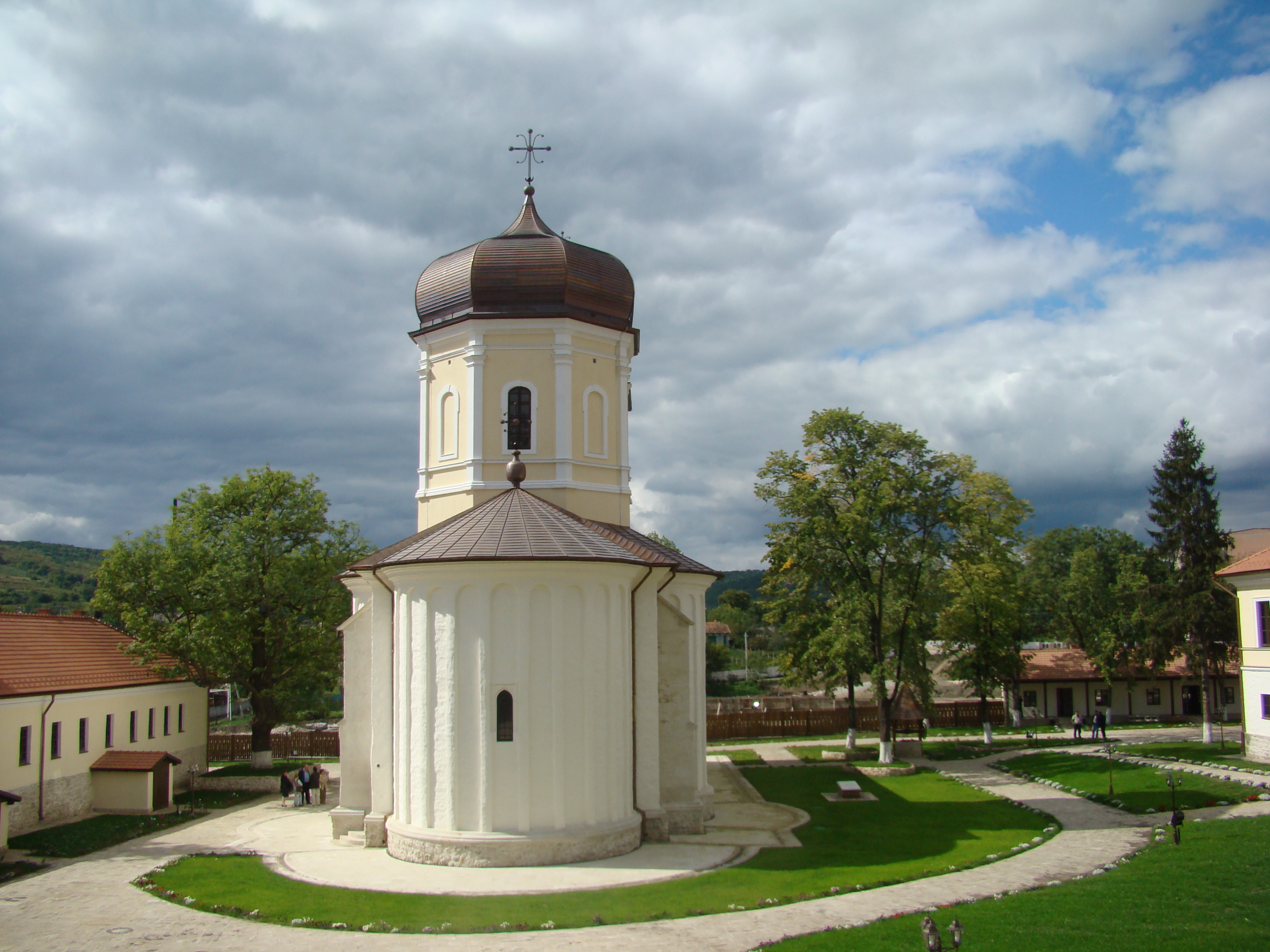
Mănăstirea Căpriana din Județul Strășeni, Moldova
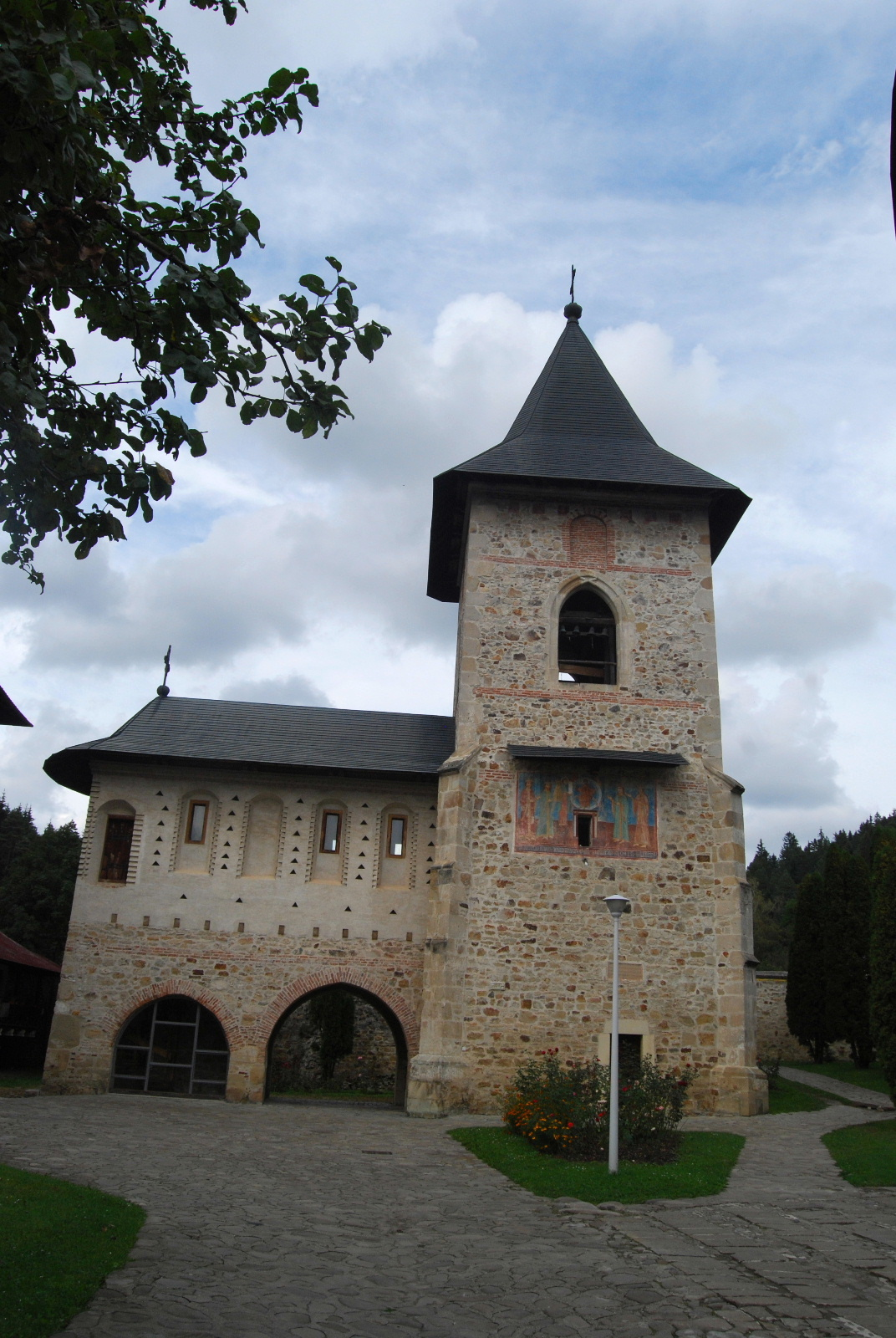
Mănăstirea Bistrița din Județul Neamț
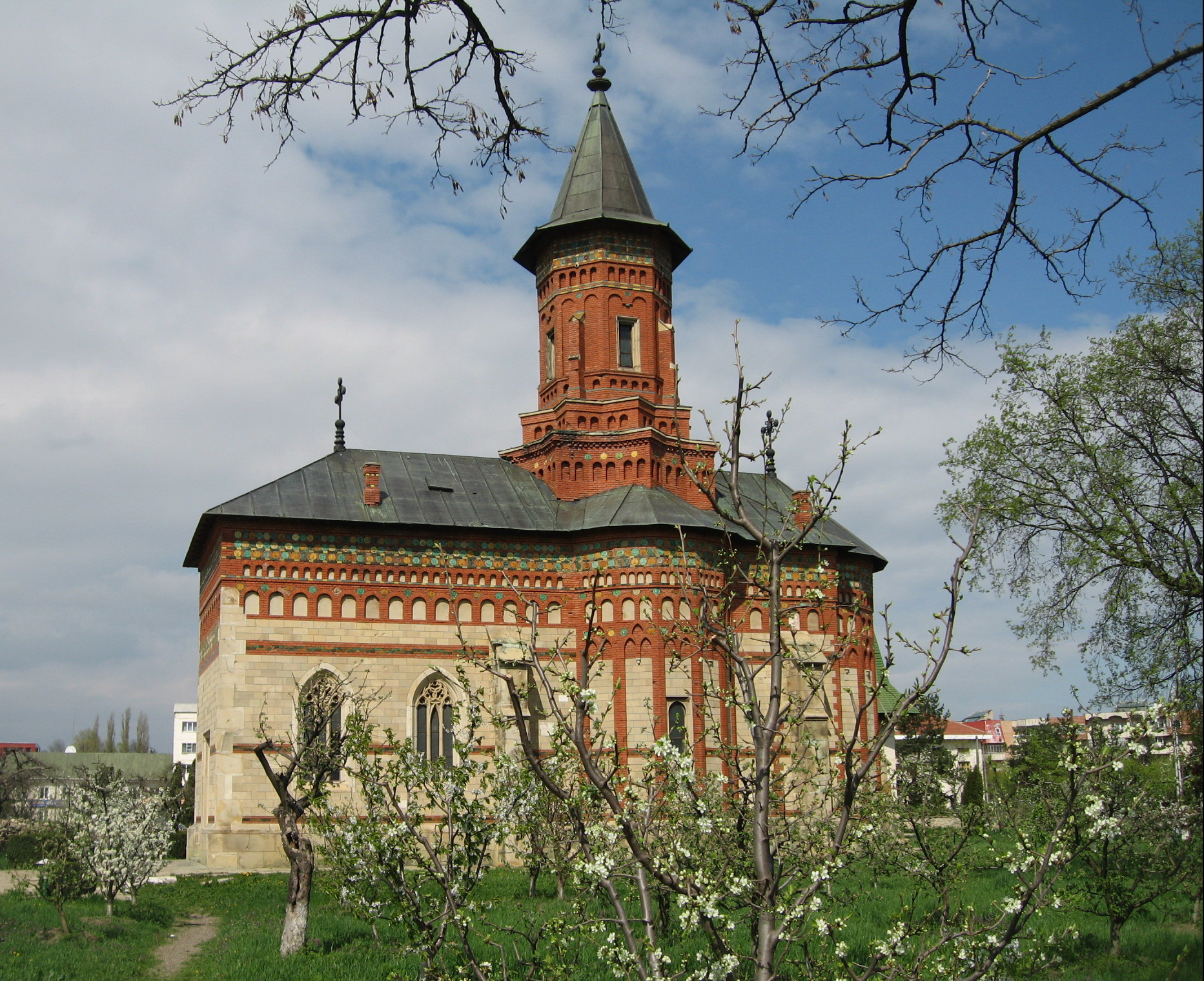
Biserica Sf. Gheorghe din Hârlău
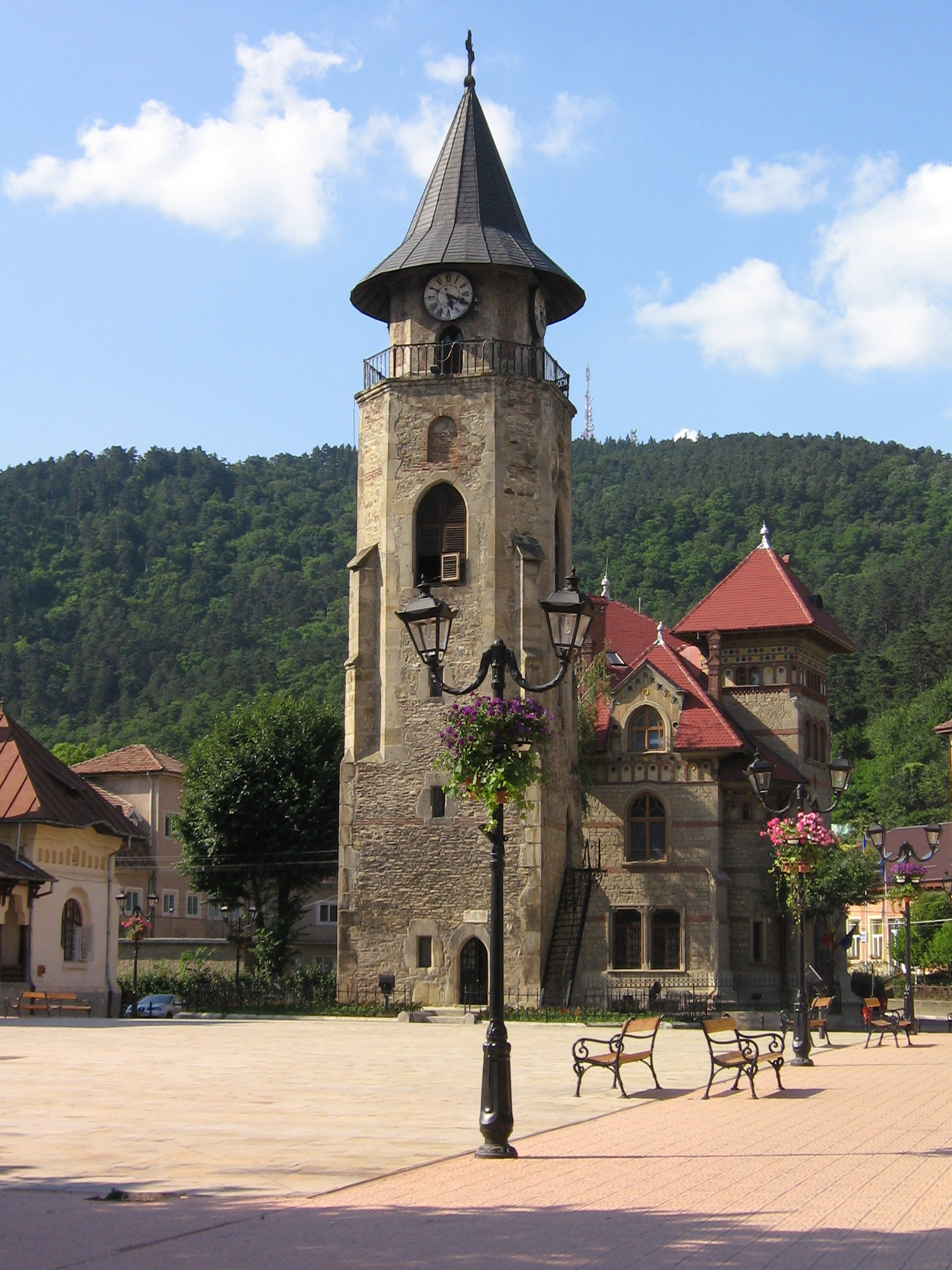
Turnul lui Ștefan cel Mare din Piatra-Neamț
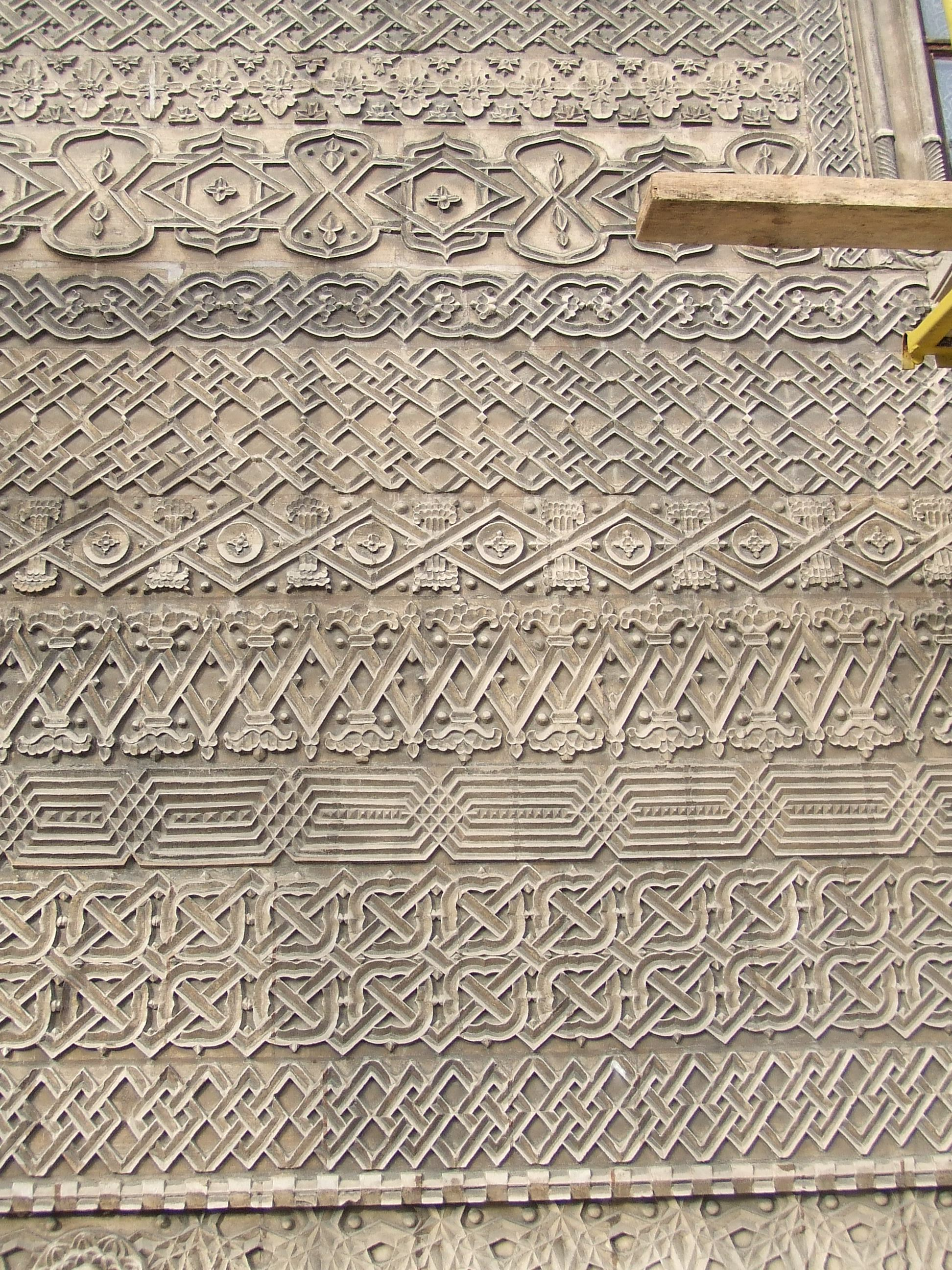
Mănăstirea Trei Ierarhi din Iași
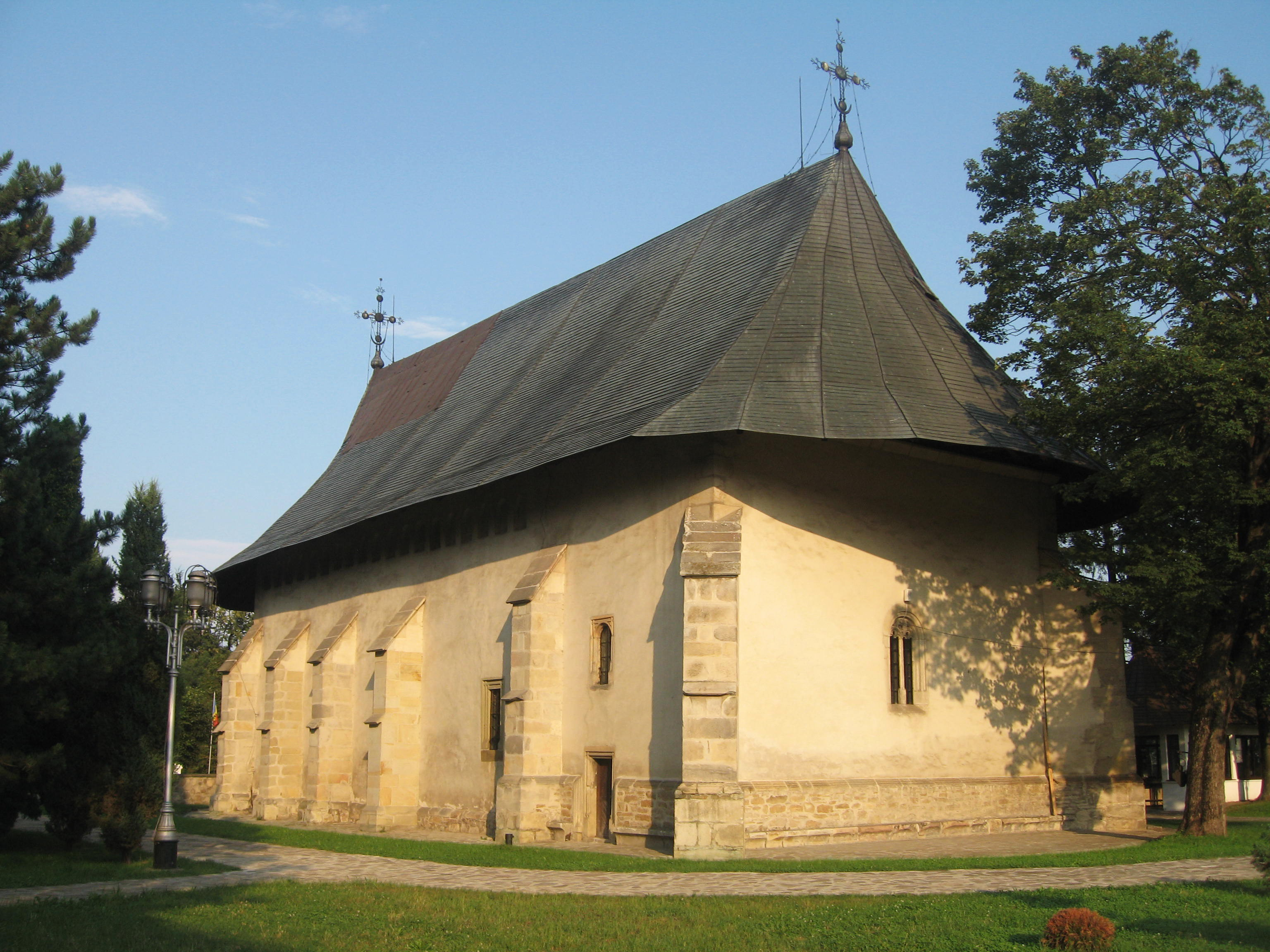
Mănăstirea Bogdana din Rădăuți
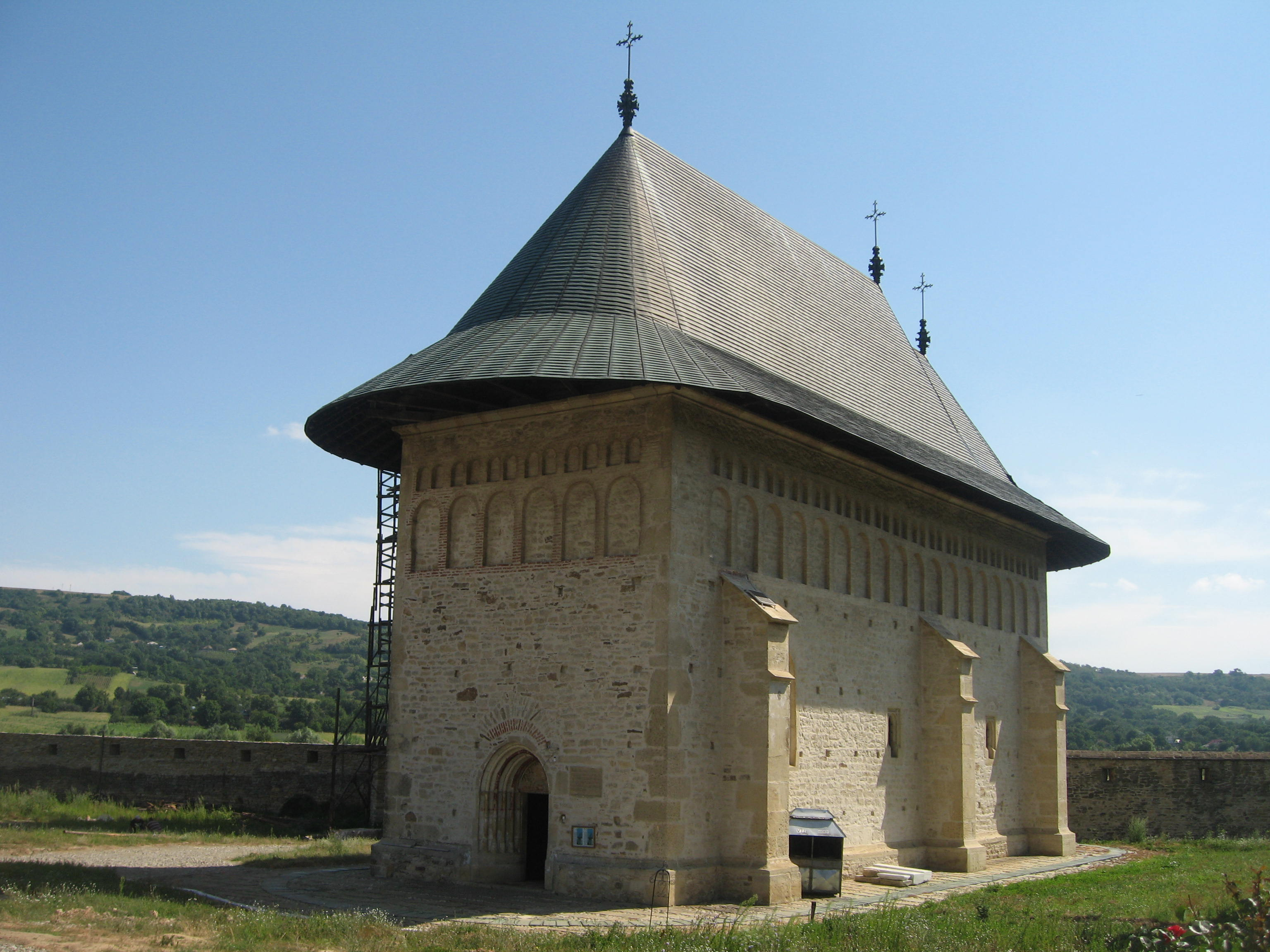
Mănăstirea Dobrovăț din Județul Iași
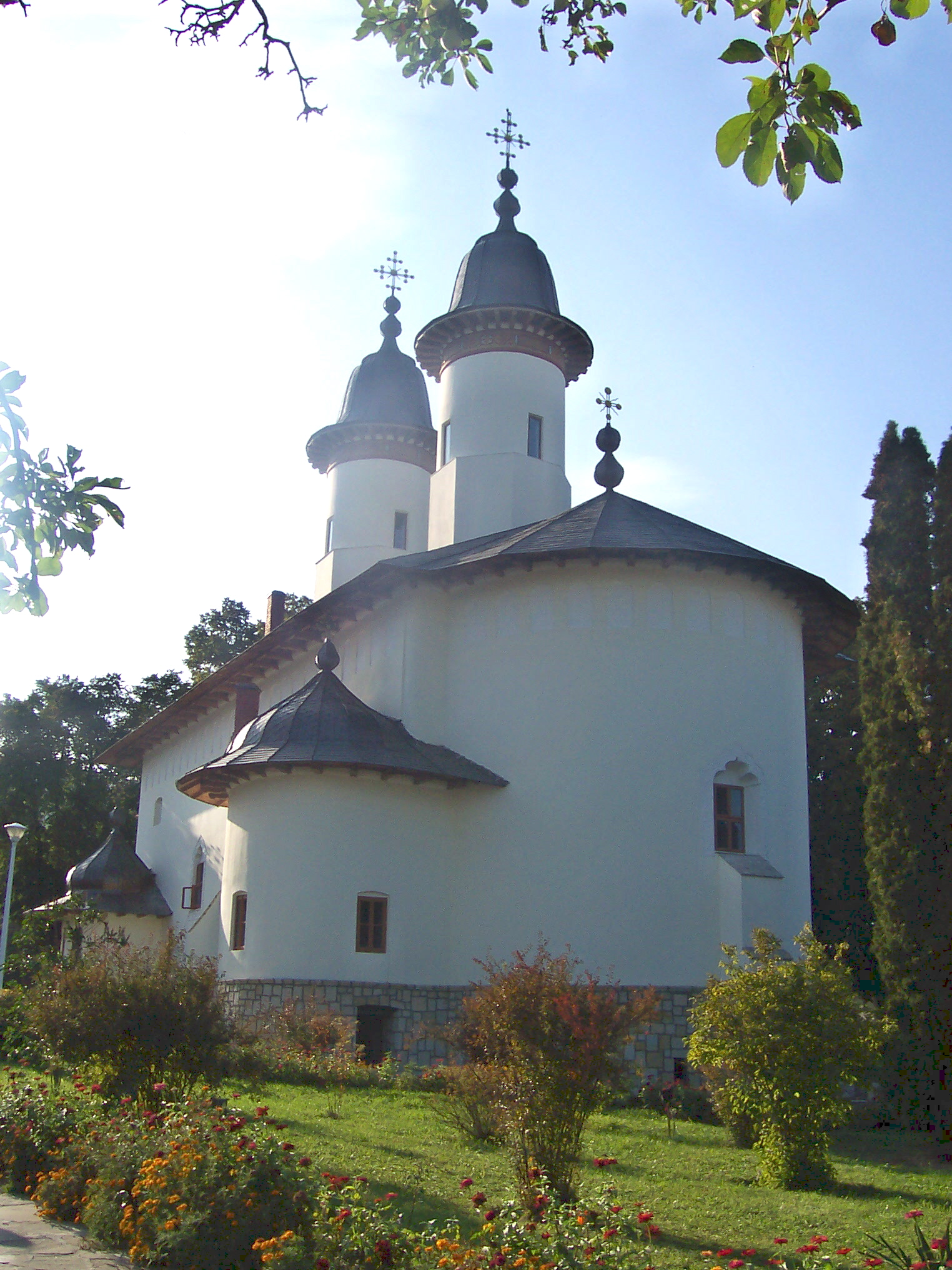
Mănăstirea Văratec din Județul Neamț
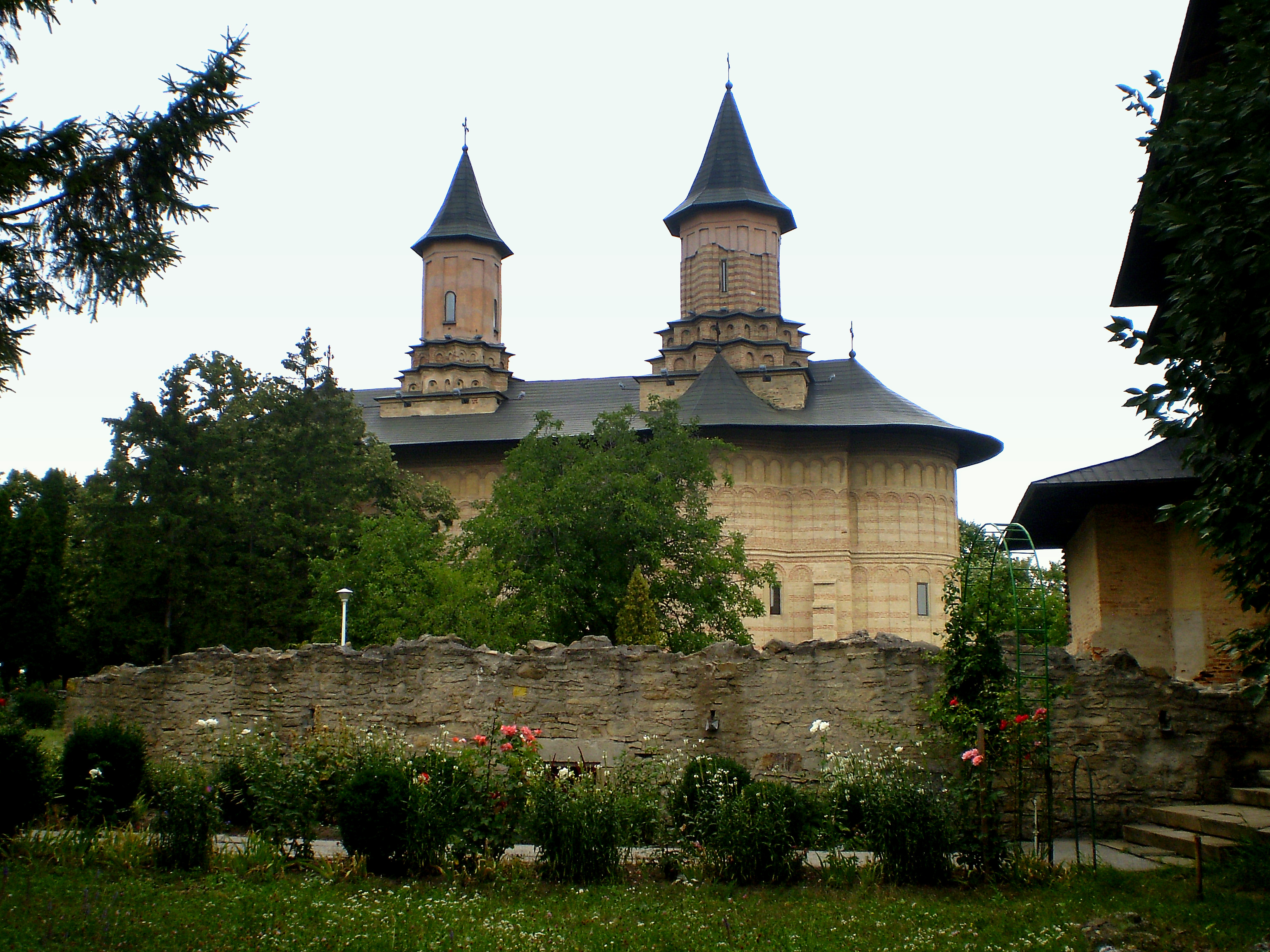
Mănăstirea Galata din Iași
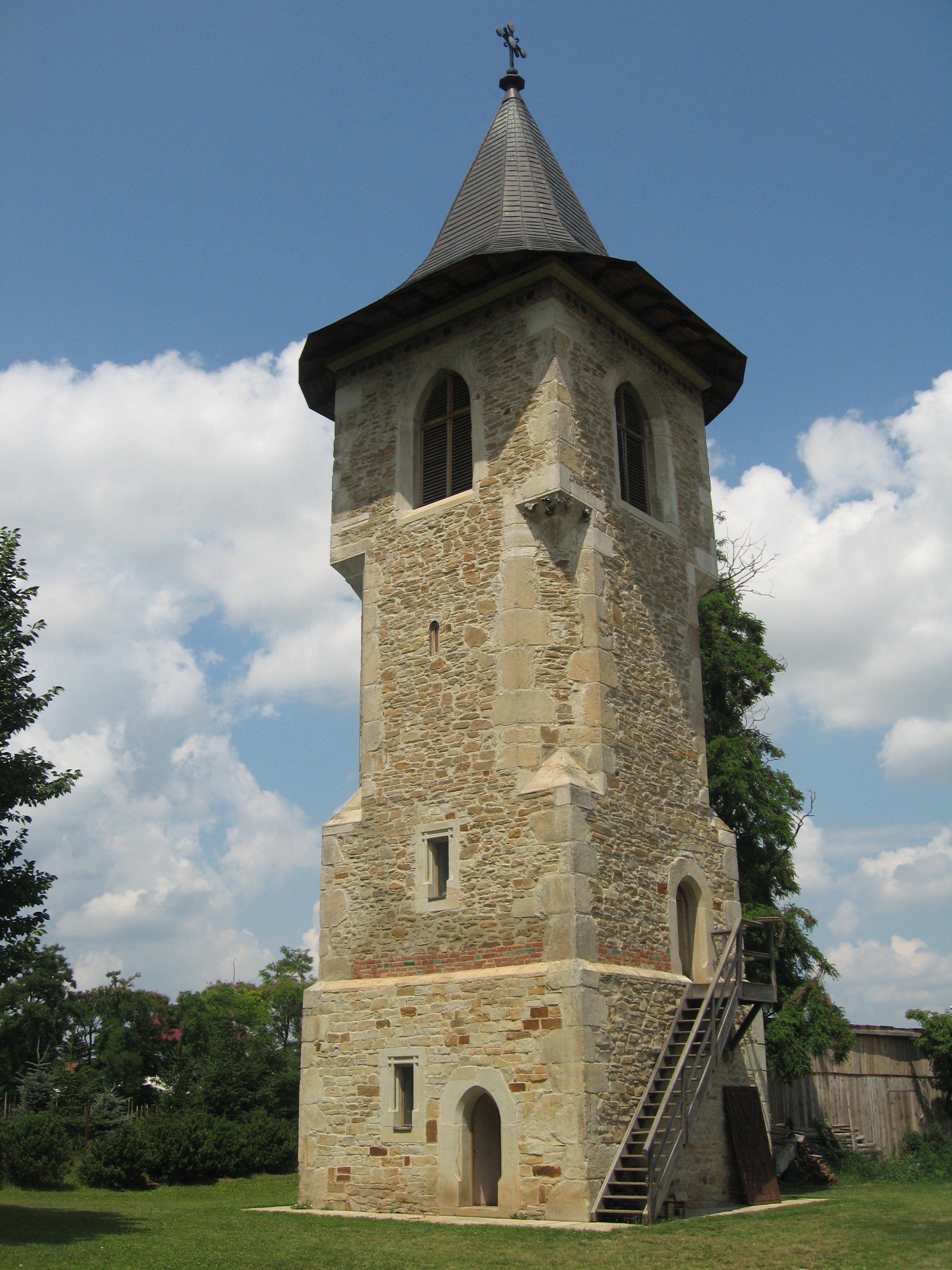
Clopotnița Mănăstirii Popăuți din Botoșani
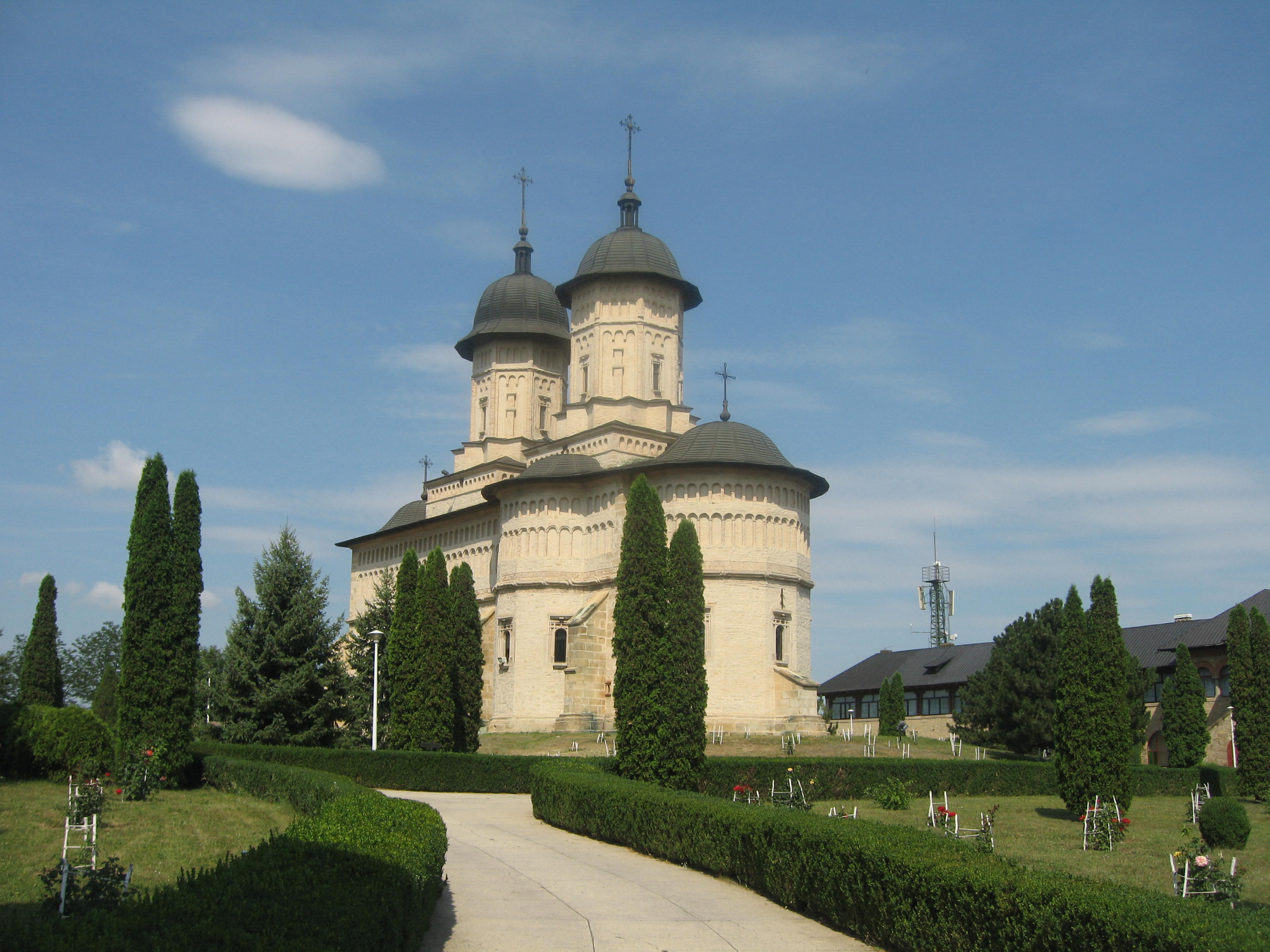
Mănăstirea Cetățuia din Iași
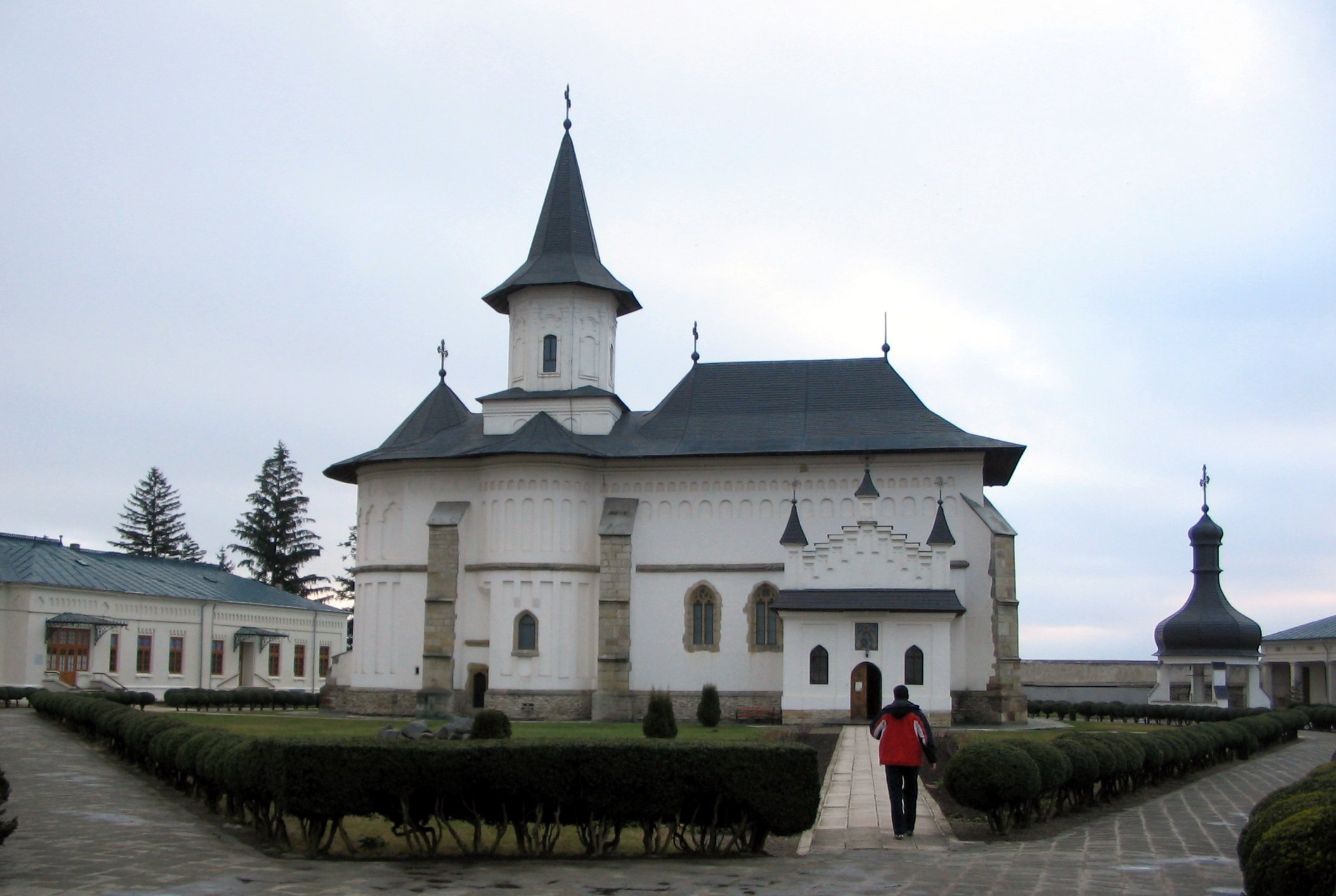
Catedrala Sfânta Paraschiva din Roman
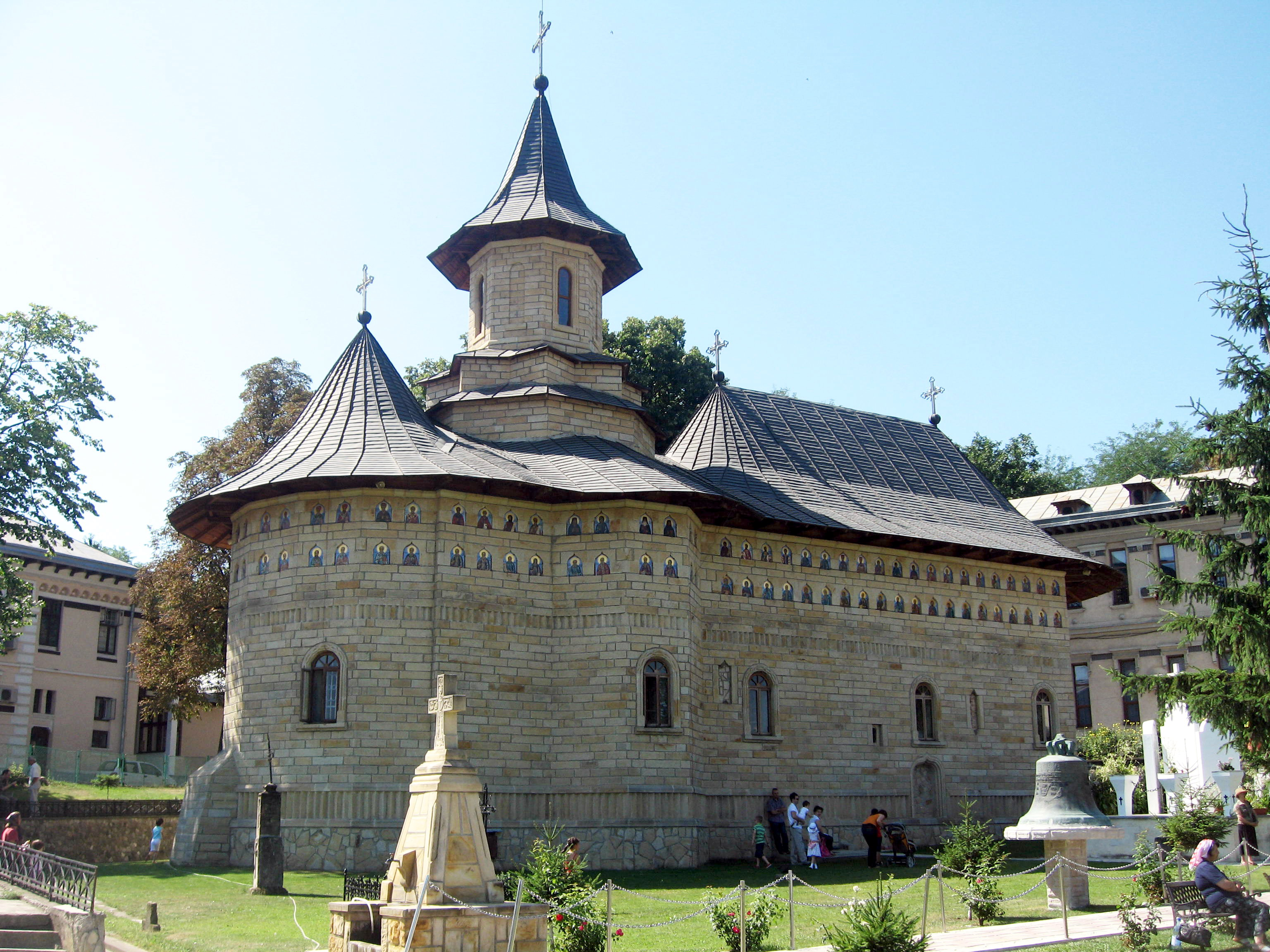
Mănăstirea Socola din Iași
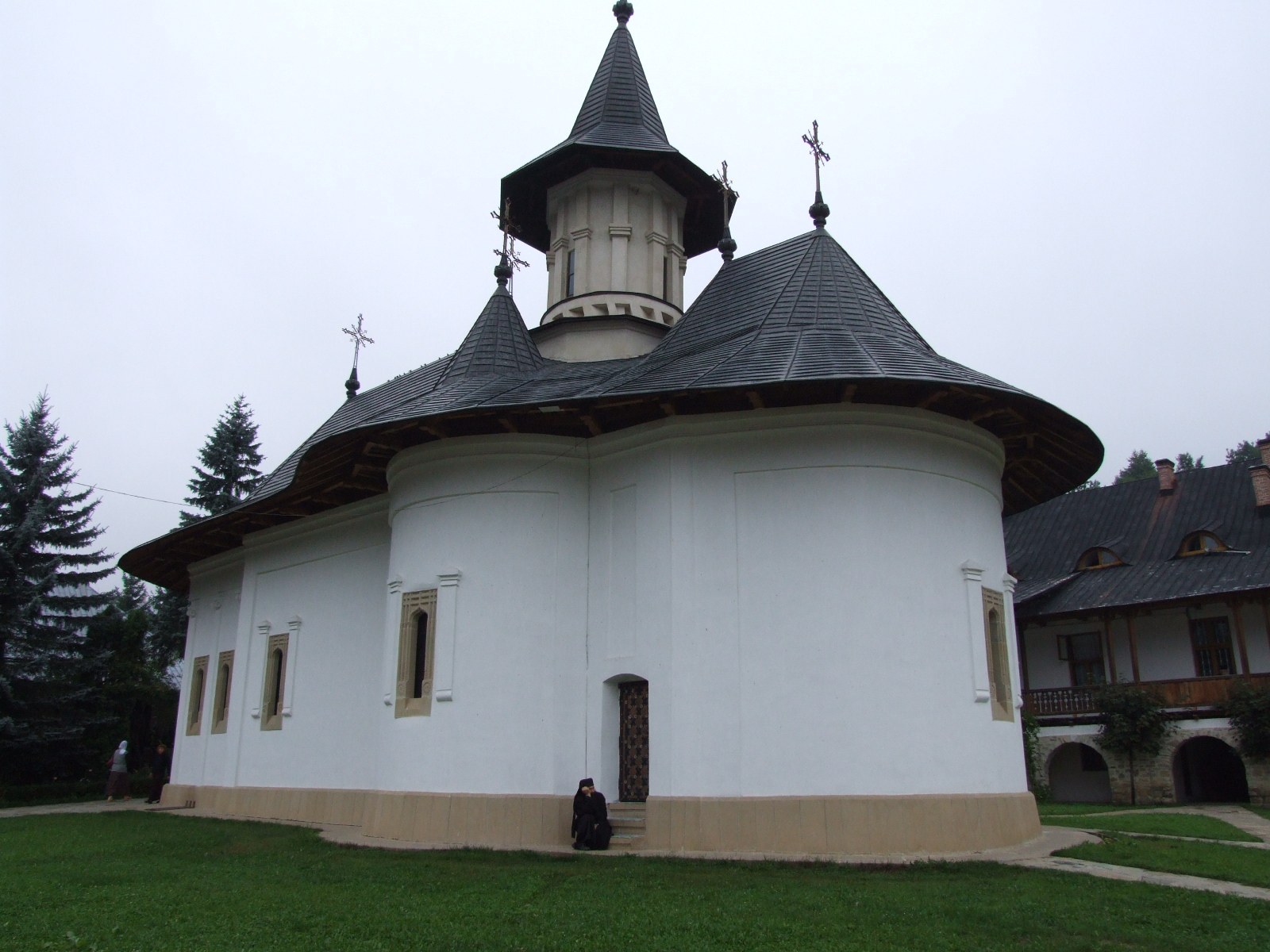
Mănăstirea Sihăstria din Județul Neamț
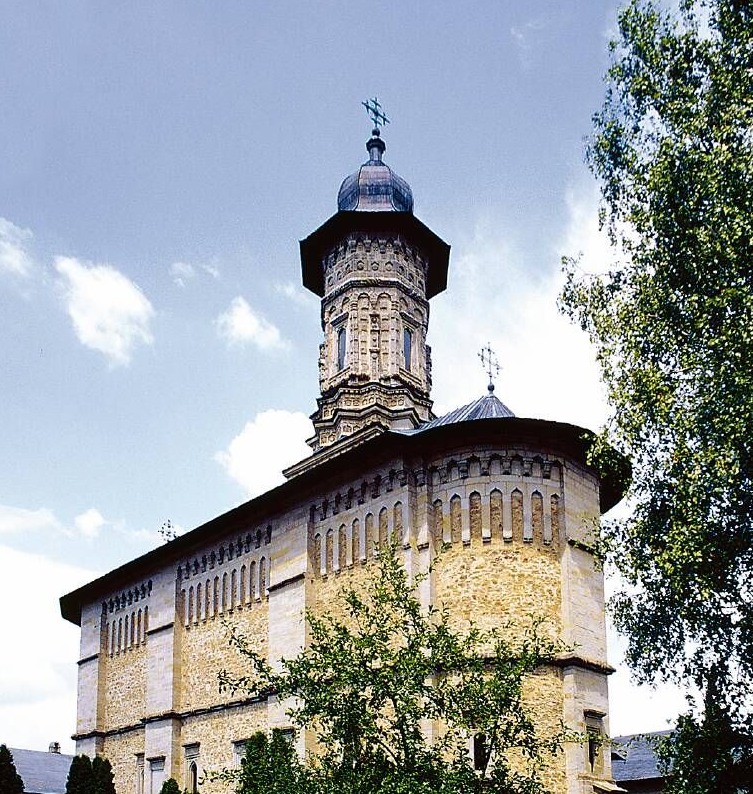
Mănăstirea Dragomirna din Județul Suceava
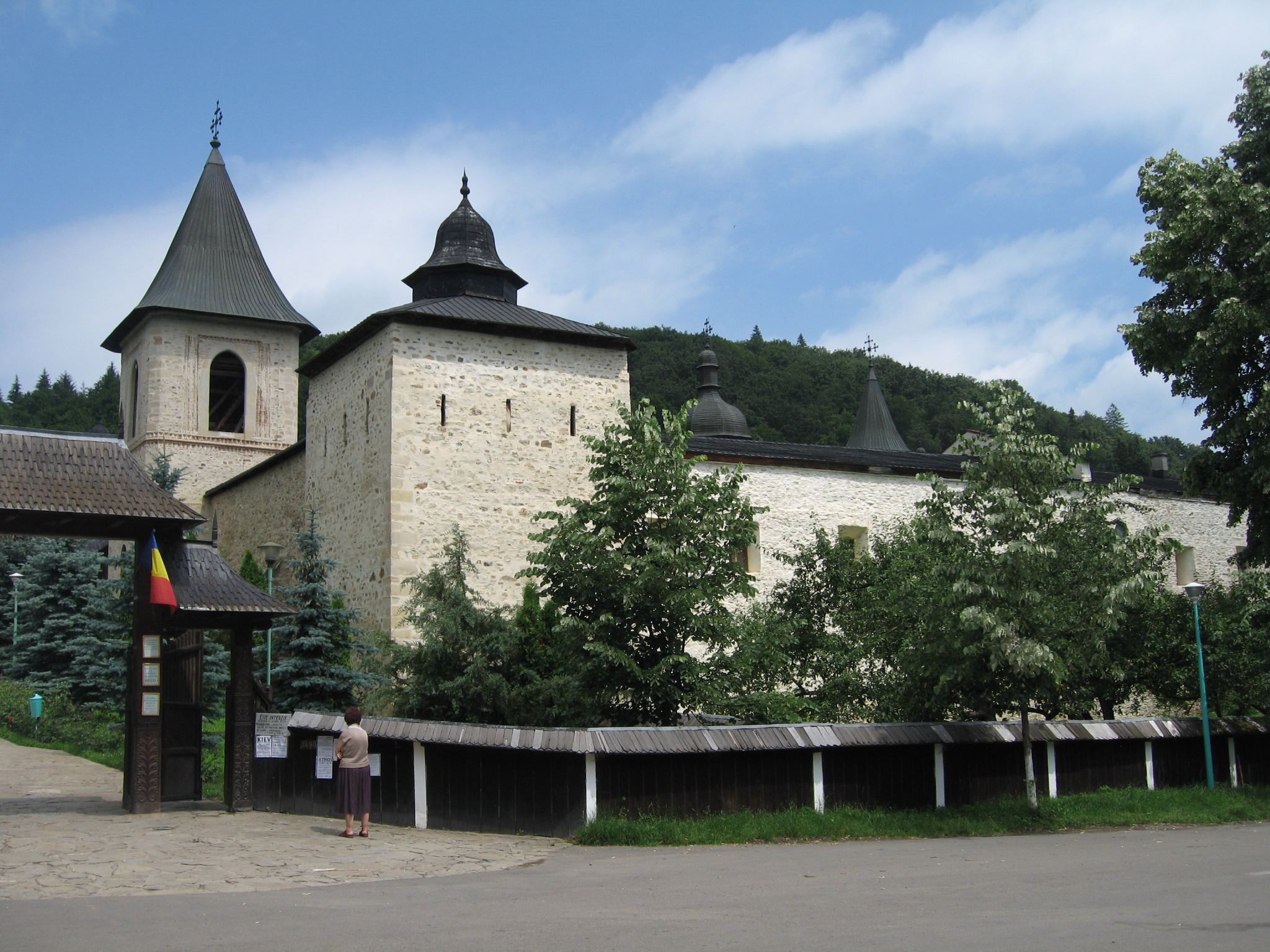
Mănăstirea Secu din Județul Neamț
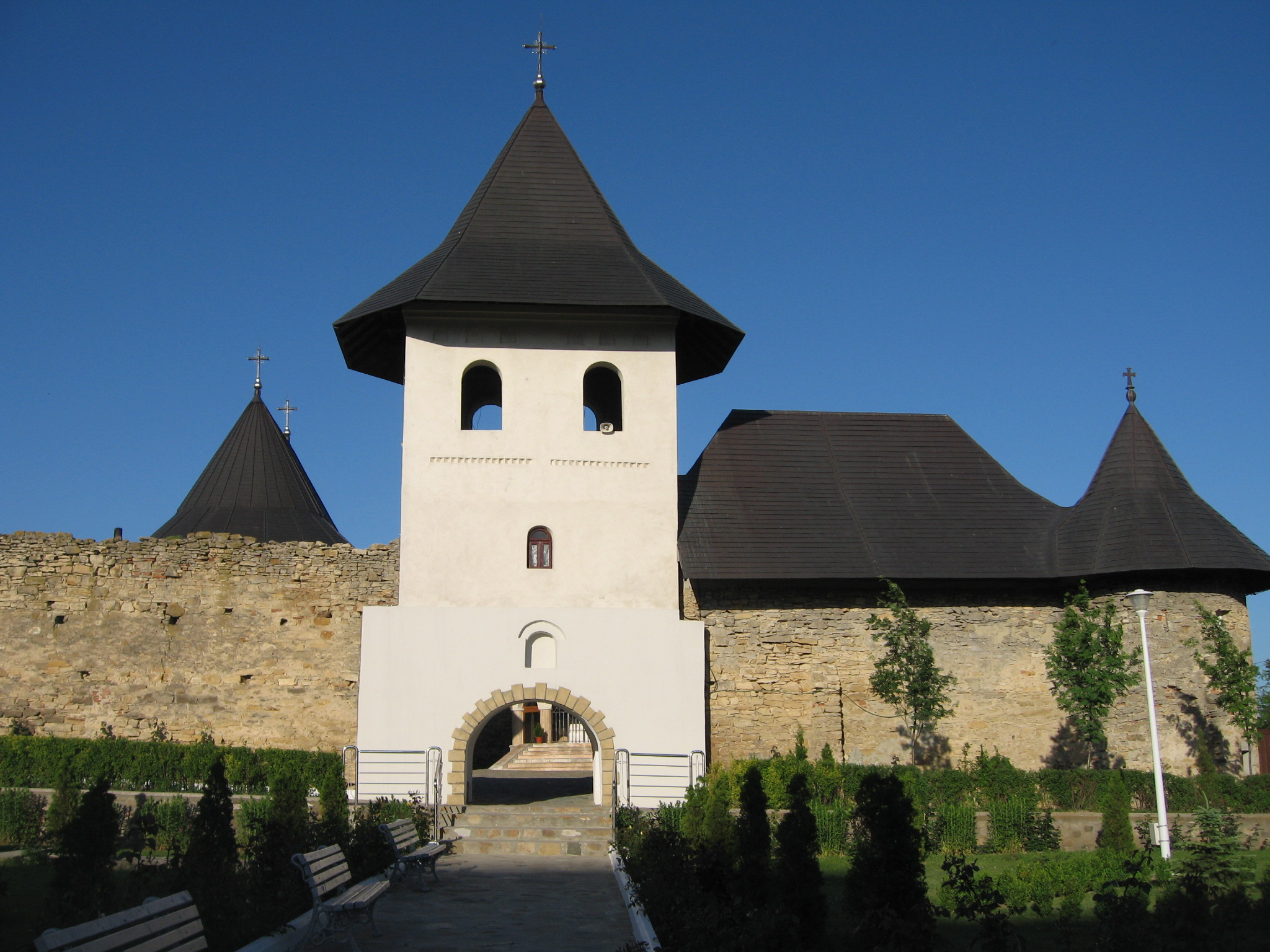
Mănăstirea Hadâmbu din Județul Iași
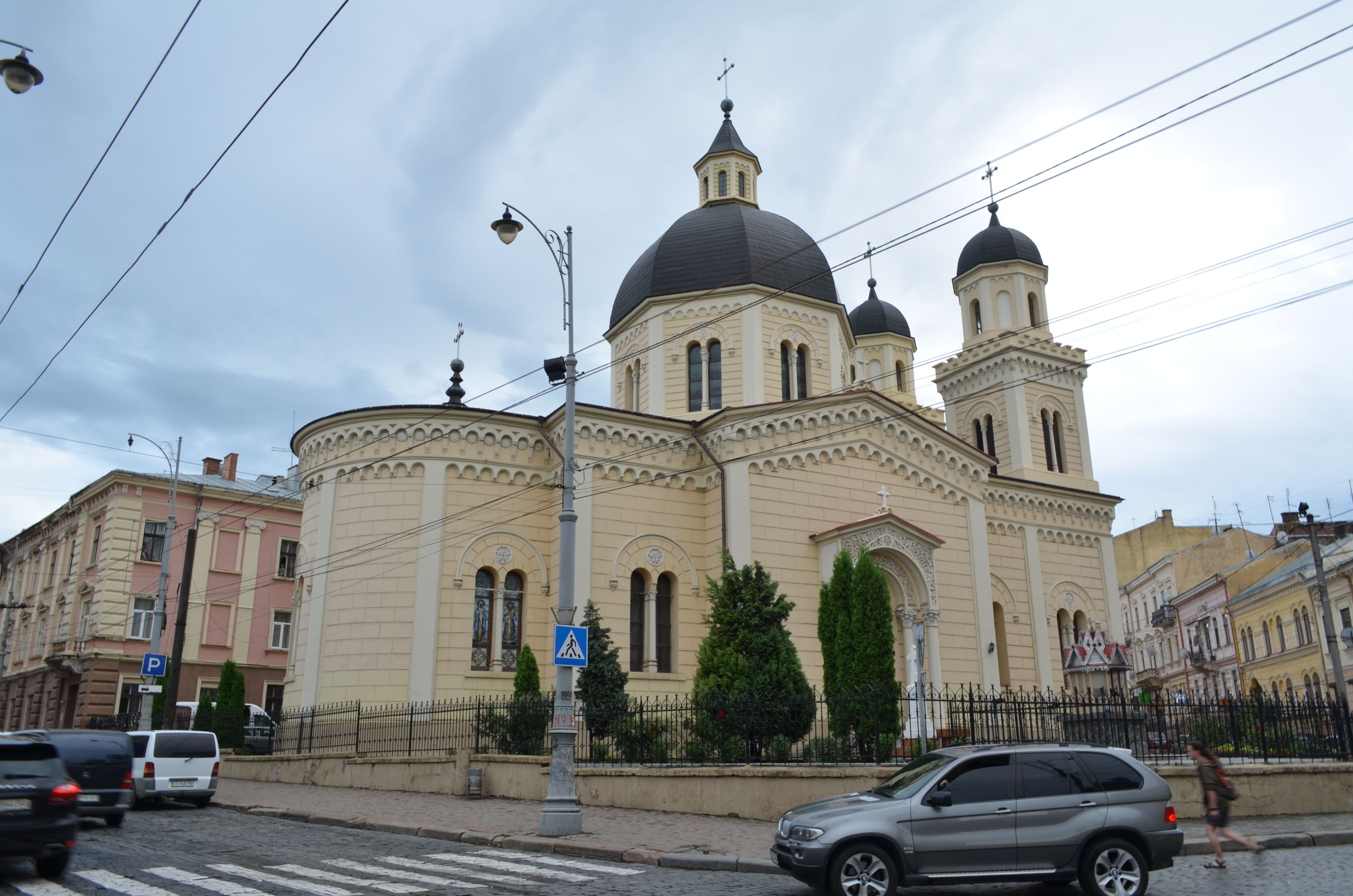
Biserica ortodoxă Sfânta Parascheva din Cernăuți, construită în stil moldovenesc